# Xã Adelaide, Quận Bowman, Bắc Dakota
Xã Adelaide (tiếng Anh: Adelaide Township) là một xã thuộc quận Bowman, tiểu bang Bắc Dakota, Hoa Kỳ. Năm 2010, dân số của xã này là 29 người.